# كاخابير تسخادادزي
كاخابير تسخادادزي (7 سبتمبر 1968 بروستاوي في جورجيا - ) هو مدرب كرة قدم ولاعب كرة قدم جورجي (وحمل سابقاً جنسية الاتحاد السوفيتي) في مركزي قلب الدفاع والدفاع، شارك في بطولة أمم أوروبا 1992. وشارك مع منتخب الاتحاد السوفييتي لكرة القدم ومنتخب جورجيا لكرة القدم ومنتخب رابطة الدول المستقلة لكرة القدم. أما مع النوادي، فقد لعب مع آينتراخت فرانكفورت وأنجي محج قلعة ودينامو موسكو وسبارتاك فلاديكافكاز وسبارتاك موسكو ومانشستر سيتي ونادي دينامو تبليسي ونادي ميتالورغي روستافي ولوكوموتيف تبيليسي ‏ ونادي سوندسفال ‏.

## وصلات خارجية
- كاخابير تسخادادزي على موقع الاتحاد الدولي (مؤرشف)  (الإنجليزية)
- كاخابير تسخادادزي على موقع قاعدة بيانات كرة القدم.إي يو (الإنجليزية)
- كاخابير تسخادادزي على موقع ناشيونال فوتبول تيمز (الإنجليزية)
- كاخابير تسخادادزي على موقع Soccerbase.com (لاعب) (الإنجليزية)
- كاخابير تسخادادزي على موقع عالم كرة القدم.نت (الإنجليزية)